# Pandur (Kartenspiel)
Der Pandur ist ein Kartenspiel (Jass), das vor allem in der Schweiz gespielt wird. Aus diesem Grund seien hier auch die Regeln mit Deutschschweizer Karten erklärt.

## Spielweise
Für den Pandur werden üblicherweise drei Personen benötigt (Varianten sind auch zwei und vier Spieler). Gespielt wird mit den Karten von der Neun her aufwärts (9, 10, Under, Ober, König, Ass). Somit sind 24 Karten im Spiel.
Pandur kann auch zu viert gespielt werden. In jeder Runde setzt der Reihe nach eine Person aus.
Die Person, die aussetzt, „erbt“ die Punktzahl, wenn der einzelne Spieler, der das Spiel macht, gewinnt. Gewinnen die beiden Gegner, geht die aussetzende Person leer aus.
Der Reihe nach wird angesagt, wie viel jeder Spieler in der jeweiligen Runde erzielen möchte, wobei die "Vorhand", d. h. der Spieler rechts des Spielers, welcher die Karten verteilt hat, beginnt. Das Mindestgebot liegt bei 100 Punkten, erhöht wird in Zehnerschritten. Der Höchstbietende spielt dann gegen die beiden anderen Spieler. Diese versuchen, den Einzelspieler am Erreichen seiner Ansage zu hindern. Der Einzelspieler bestimmt  den Trumpf. Wer nichts oder nichts Höheres ansagen kann oder will, der kann jederzeit passen. Falls in einer Runde alle Spieler passen, das heisst kein Angebot gemacht wurde, werden die Karten neu gemischt und ausgeteilt.

### Ansagen
Es ist zu unterscheiden zwischen den Punkt-Ansagen (bspw. 120 Punkte) und den folgenden "Spezial-Ansagen":
- Misère: Der Spieler versucht, keinen Stich zu machen
- Pandur: Der Spieler versucht, alle Stiche zu machen

Die beiden "Spezial-Ansagen" können sowohl mit Trumpf als auch ohne Trumpf gespielt werden. Die Ansage lauten entsprechend „Misère/Pandur mit" resp. "Misère/Pandur ohne“.
Bei Erreichen der Ansage werden dem Einzelspieler Punkte gutgeschrieben, sonst den beiden Gegnern.
Die Rangfolge der Ansagen und die jeweils erzielbaren Schreibpunkte sind folgende:
| Ansage      | Punkte |
| ----------- | ------ |
| Pandur mit  | 6      |
| 300 +       | 6      |
| Pandur ohne | 5      |
| 250 - 290   | 5      |
| Misère mit  | 4      |
| Misère ohne | 4      |
| 200 - 240   | 4      |
| 150 - 190   | 3      |
| 100 - 140   | 2      |

Bei konkurrierenden Ansagen, welche gleich viele Schreibpunkte wert sind, gilt die Rangfolge in der obigen Tabelle (von oben nach unten). Beispiel: Die Ansage "Misère mit" (4 Schreibpunkte) gewinnt gegen "Misère ohne" (ebenfalls 4 Schreibpunkte), beide "Misère" Varianten gewinnen gegen die Punktansage, welche ebenfalls 4 Schreibpunkte wert ist (also eine Ansage zwischen 200 und 240 Punkten).

### Weisen

#### Arten
Zusätzliche Punkte kann man mit Wys, Wyys, Weis sammeln. Weispunkte erhält man, wenn man von einer Farbe drei oder mehr aufeinanderfolgende Karten hat, oder von einer Zahl alle Farben besitzt. Der Weis muss beim Ausspielen der ersten Karte angesagt werden, sonst ist er ungültig. Es muss jedoch nur die Art des Weises angesagt werden (also zum Beispiel „Dreiblatt“) und nicht die Höhe des Weises. Höhe und Farbe kann von den übrigen Spielern erfragt werden, sobald die erste Runde (das heisst, wenn alle eine Karte gespielt haben) abgeschlossen ist.
Eine Sonderstellung nehmen die Stöcke (Stöck) ein. Dabei handelt es sich um König und Ober der Trumpffarbe. Die Stöcke gelten 20 Punkte und können auch dann geschrieben werden, wenn die andere Partei einen höheren Weis hat. Sie können entweder zu Beginn oder während des Spiels angesagt werden, spätestens aber wenn die zweite der beiden Karten ausgespielt wird. Wenn keine Trumpffarbe bestimmt wurde (also bei Misère ohne oder Pandur ohne), gibt es auch keine Stöcke.

#### Kreuzweisen
Beim Pandur ist das Kreuzweisen verboten. Es dürfen also beispielsweise nicht gleichzeitig vier Asse und ein Dreiblatt von demselben Ass gewiesen werden. In diesem Fall muss sich der Spieler für einen Weis, logischerweise den höheren, entscheiden.
Ausnahme sind die Stöcke. Sie dürfen auch kreuzgewiesen werden. Das heisst, es dürfen beispielsweise ein Dreiblatt vom Trumpf-Ass und die Stöcke gewiesen werden.
Beispiel: Rosen ist Trumpf. Es darf nun das Dreiblatt von der Rosensau (Rosenas, Rosenkönig, Rosenober) gewiesen werden. Gleichzeitig dürfen der Rosenkönig und der Rosenober als Stöcke gewiesen werden. Das ergibt insgesamt 40 Punkte (20 für die Stöcke plus 20 für das Dreiblatt).

#### Rangfolge
Nachstehend die Rangfolge und erzielbaren Punkte der verschiedenen Weise:
| Weis              | Punkte |
| ----------------- | ------ |
| 4 Buben           | 200    |
| 4 Neuner (Nellen) | 150    |
| Sechsblatt        | 150    |
| 4 Asse            | 100    |
| 4 Könige          | 100    |
| 4 Ober            | 100    |
| 4 Zehner          | 100    |
| Fünfblatt         | 100    |
| Vierblatt         | 50     |
| Dreiblatt         | 20     |
| Stöcke            | 20     |

Stehen zwei Blätter von gleicher Anzahl aufeinanderfolgender Karten in Konkurrenz (bspw. zwei Dreiblätter), zählt das Blatt, welches die höchste Karte enthält. Beispiel: Ein Ass/König/Ober Dreiblatt schlägt ein Bube/10/9 Dreiblatt. Bei gleich hohem Blatt gewinnt die Trumpffarbe gegen jede andere Farbe. Bei Gleichstand unter Nicht-Trumpffarben gewinnt das Blatt desjenigen Spielers, der in der Reihenfolge des Spiels als erstes gewiesen hat.
Stehen zwei Weise von vier gleichen Karten mit derselben Punktzahl in Konkurrenz, gewinnt die höhere Karte. Beispiel: Vier Könige schlagen vier Ober.
Steht ein Blatt von aufeinanderfolgenden Karten in Konkurrenz mit einem Weis von vier gleichen Karten, welche gleich viele Punkte Wert sind, gewinnt der Weis mit der größeren Anzahl Karten.
Beispiele:
Ein Sechsblatt schlägt vier Nellen (beide 150).
Ein Fünfblatt schlägt vier Zehner, Damen (Ober), Könige oder Asse.

### Spielziel
Die Endpunktzahl beträgt je nach Abmachung 11, 15, 17, 21 oder 23 Punkte.

### Betrügen
Pandur ist der einzige Jass, bei dem Betrügen erlaubt ist (Schweizerdeutsch: bschiisse). Bemerkt ein Mitspieler den Betrug (also wenn keine Farbe angegeben wurde oder ähnlich), hat die betrügende Partei die Runde sofort verloren.